# Daniel Ortega
José Daniel Ortega Saavedra, nikaragovski revolucionar in politik, 11. november 1945, La Libertad, Chontales, Nikaragva.
Rodil se je v družini, ki je nasprotovala režimu diktatorja Anastasia Somozo Debayla in tudi sam je bil kot najstnik zaradi političnih akcij aretiran. Kmalu se je pridružil sandinistični narodni osvobodilni fronti (Frente Sandinista de Liberación Nacional, FSLN) in bil leta 1967 zaprt zaradi udeležbe pri ropu banke. Po izpustitvi so ga izgnali na Kubo, kjer je nekaj mesecev treniral gverilsko bojevanje in se kasneje skrivoma vrnil v Nikaragvo. Ko so sandinisti strmoglavili Debayla, je Ortega postal del petčlanske Hunte za nacionalno obnovo, ki je imela v tistem času glavno politično vlogo znotraj FSLN. Po odstopu nekaterih drugih članov je Ortega postal de facto vodja države.
Sandinisti so pričeli s temeljito obnovo države po načelih socialističnega samoupravljanja in močno omejili vpliv tradicionalnih središč moči, vključno s Cerkvijo. Tesnejše povezovanje s komunističnima Kubo in Sovjetsko zvezo ni bilo pogodu vodstvu ZDA, ki je dogajanje razumelo kot prodor komunizma na ameriško celino. Reaganova administracija je tako preko Cie pričela financirati protirevolucionarne skupine, tako imenovane »kontraše« (Contras). Izbruhnila je krvava državljanska vojna, ki se je vlekla do konca vladavine sandinistov.
Leta 1984 je Ortega razpisal predsedniške volitve, na katerih je prejel 67 % glasov in 10. januarja 1985 zaprisegel kot predsednik Nikaragve. Volitve so mnogi opazovalci opisali kot »najsvobodnejše volitve v zgodovini države«. Na naslednjih volitvah leta 1990 ga je premagala Violeta Chamorro; izgubil je tudi volitve v letih 1996 in 2001, a je ostal vpliven ter znova zmagal na volitvah leta 2007.
Novembra 2021 je bil Daniel Ortega ponovno izvoljen za četrti petletni mandat s 75 % glasov, kažejo prvi delni uradni rezultati, ki jih je objavil vrhovni volilni svet.